# سرور نام ریشه

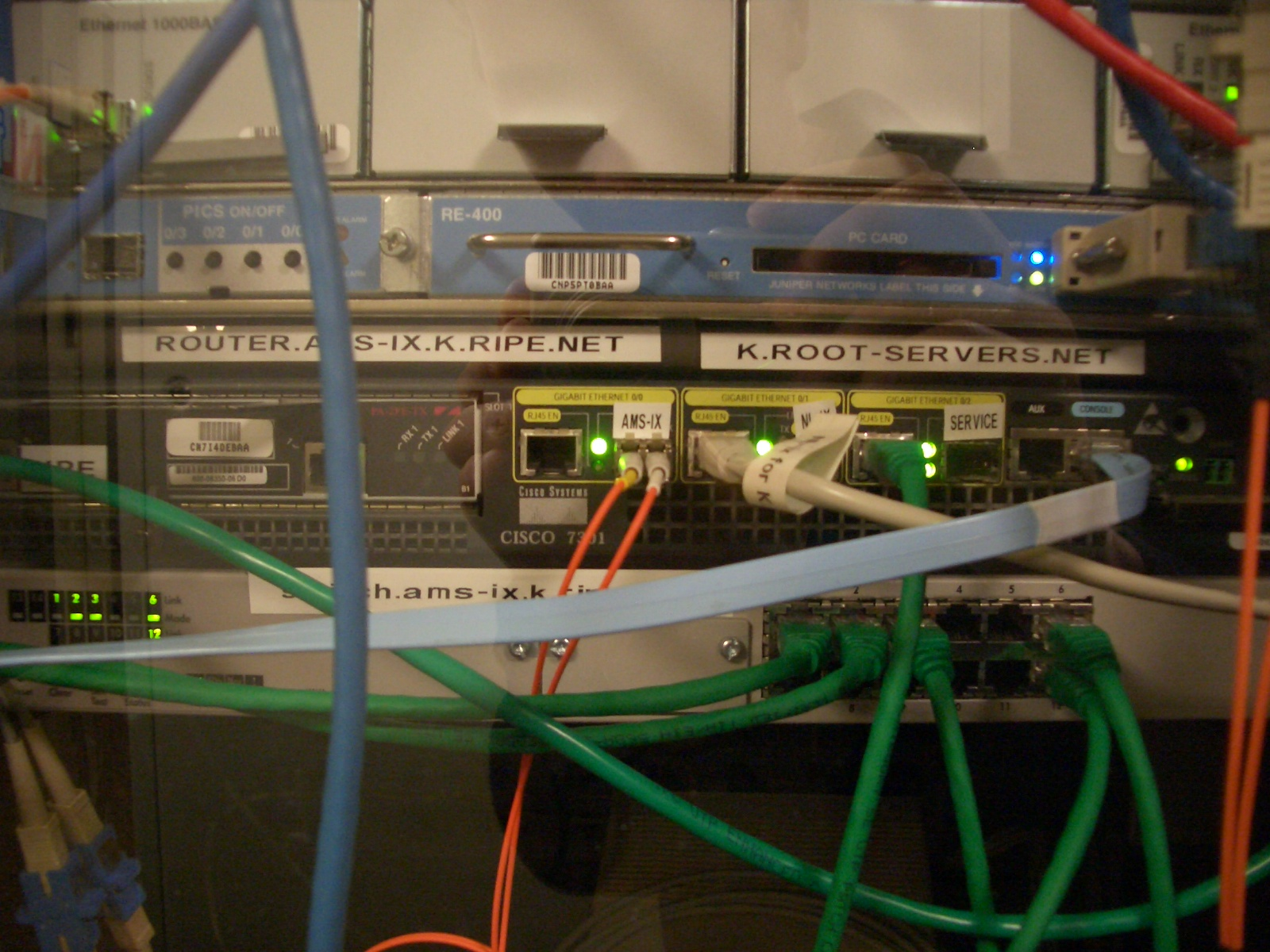
روتر سیسکو ۷۳۰۱ و Juniper M7i، بخشی از نمونه روت K سرور در AMS-IX

سرور نام ریشه یک سرور نام (name server)برای منطقه ریشه (ابتدایی) سیستم نام دامنه (DNS) اینترنت است. این سرور به‌طور مستقیم به درخواست‌های مربوط به ثبت در ناحیه ریشه پاسخ می‌دهد و با برگرداندن لیستی از سرورهای نام معتبر برای دامنه سطح بالا مناسب (TLD)، به سایر درخواست‌ها پاسخ می‌دهد. سرورهای نام ریشه بخشی اساسی از زیرساخت اینترنت هستند زیرا اولین قدم در حل (تبدیل) نام میزبان قابل خواندن برای انسان به آدرس IP است که در ارتباط بین میزبان اینترنت استفاده می‌شود.
ترکیبی از محدودیت‌ها در DNS و پروتکل‌های خاص، یعنی اندازه واقعی (در عمل) قرارداد داده‌نگار کاربر (UDP)، منجر به تصمیم برای محدود کردن تعداد سرورهای ریشه به سیزده آدرس سرور شد. استفاده از ادرس دهیanycast اجازه می‌دهد که تعداد واقعی موارد سرور ریشه بسیار بزرگتر باشد که به ۱۰۸۶ تا تاریخ ۲ ژوئیه ۲۰۲۰ می‌رسد.

## دامنه ریشه
DNS یک سیستم نامگذاری سلسله مراتبی برای رایانه‌ها، خدمات یا هر منبعی است که در اینترنت شرکت می‌کند. بالای آن سلسله مراتب دامنه ریشه است. دامنه ریشه نام رسمی ندارد و برچسب آن در سلسله مراتب DNS یک رشته خالی است. تمام نام دامنه‌های کاملاً واجد شرایط (FQDN) که در اینترنت موجودند را می‌توان اینگونه در نظر گرفت که با این رشته خالی برای دامنه ریشه خاتمه می‌یابد و بنابراین به یک کاراکتر تمام کننده (محدودکننده برچسب) ختم می‌شود، به عنوان مثال، "www.example.com. ". این به‌طور کلی است، زیرا نرم‌افزار مدرن DNS در هنگام تلاش برای ترجمه یک نام دامنه به آدرس IP در واقع نیازی به درج نقطه انتهایی ندارد.
دامنه ریشه شامل تمام دامنه‌های سطح بالای اینترنت است. تا تاریخ ژوئیه ۲۰۱۵، این شامل 1058 TLD، شامل ۷۳۰ دامنه عمومی سطح بالا (gTLD) و ۳۰۱ دامنه سطح بالا کد کشور (ccTLDs) در دامنه ریشه است. علاوه بر اینARPAدامنه برای فضاهای نام فنی در مدیریت آدرس دهی اینترنتی و سایر منابع استفاده می‌شود. آTEST برای آزمایش نام دامنه‌های بین‌المللی استفاده می‌شود.

## عملیات حل کننده (تجزیه‌کننده)
هنگامی که رایانه ای در اینترنت نیاز به فهم یک نام دامنه دارد، از نرم‌افزار حل کننده برای جستجو استفاده می‌کند. یک نرم‌افزار نام را از راست به چپ به برچسب‌های خود می‌شکند. اولین مولفه (TLD) با استفاده از یک سرور ریشه برای بدست آوردن سرور معتبر مسئول استعلام می‌شود. سؤال‌ها برای هر برچسب سرویس‌های نام دقیق تری را برمی‌گردانند تا زمانی که سرور نام پاسخ پرسش اصلی را برگرداند.
در عمل، بیشتر این اطلاعات اغلب بیش از یک دوره در یک ساعت تغییر نمی‎کنند و بنابراین آن را توسط سرورهای نام میانی یا توسط یک کش نام ساخته شده در نرم‌افزار کاربر ذخیره می‌کنند. جستجوی DNS برای سرورهای نام ریشه ممکن است نسبتاً کم اتفاق بیافتد. یک نظرسنجی در سال 2003 گزارش داده‌است که فقط ۲٪ از کل درخواستهای ارائه شده به سرورهای ریشه قانونی بوده‌است. حافظه پنهان نادرست یا غیرمسئول مسئول ۷۵٪ از درخواست‌ها، TLDهای ناشناخته ۱۲٫۵٪ و جستجوها با استفاده از آدرس‌های IP مانند نام دامنه و غیره۷٪ بوده. برخی از رایانه‌های دسکتاپ با پیکربندی اشتباه حتی سعی کردند رکوردهای سرور ریشه را برای TLDها به روز کنند. لیست مشابهی از مشکلات مشاهده شده و اصلاحات توصیه شده در RFC 4697 منتشر شده‌است.
اگرچه هرگونه اجرای محلی DNS می‌تواند سرورهای نام ریشه اختصاصی خود را پیاده‌سازی کند، اصطلاح «سرور نام ریشه» به‌طور کلی برای سیزده سرور معروف نام ریشه استفاده می‌شود که دامنه فضای نام ریشه را برای اجرای رسمی سامانه نام دامنه در اینترنت پیاده‌سازی می‌کنند. برای راه انداز کردن این لیست اولیه از آدرس‌های سرور ریشه، تحلیل کننده‌ها از یک فایل کوچک ۳ کیلوبایتی root.hints منتشر شده توسط Internic استفاده می‌کنند.

## آدرس‌های سرور ریشه
1. ↑  "DNS root server FAQ". Netnod. Retrieved 18 January 2016.
2. ↑  "root-servers.org". Retrieved 2 July 2020.
3. ↑  "Root Zone Database". IANA.
4. ↑  Duane Wessels, Marina Fomenkov (2003). "Wow, That's a Lot of Packets" (PDF). Retrieved 7 November 2013.
5. ↑  "IANA – Root Files". www.iana.org. Retrieved 10 July 2019.